# Halo (Astronomie)
Der Halo (von altgriechisch ἅλως hálōs ‚Lichthof‘) einer Galaxie ist ein annähernd kugelförmiger Bereich, der größer ist als die Galaxie selbst und in dessen Zentrum die Galaxie eingebettet ist.

## Eigenschaften
Im Halo befinden sich Kugelsternhaufen und wenige, meistens alte Einzelsterne, die das Zentrum der Galaxie außerhalb ihrer Rotationsebene, meistens auf exzentrischen Umlaufbahnen, umkreisen. Außerdem findet man dort interstellare Gaswolken und nach vorherrschender Meinung auch Dunkle Materie, deren Gravitation die Galaxien zusammenhält und deren Zusammensetzung noch unbekannt ist.
Der Halo der Milchstraße hat einen Radius von mehr als 1 Mio. Lichtjahre und reicht in seinen äußeren Bereichen an den der Andromedagalaxie heran oder überlappt sich sogar mit diesem.

## Alter
Für die Milchstraße konnte anhand von spektroskopischen Beobachtungen des Hubble-Weltraumteleskops die Masse von neu geformten Weißen Zwergen im inneren Halo zu 0,551 Sonnenmassen und damit ihr Alter zu 11,4 ±0,7 Milliarden Jahre bestimmt werden. Das Alter der Sterne im äußeren Halo wurde unabhängig berechnet mit 13,5 Milliarden Jahren und ist damit gleich dem Alter der ältesten Kugelsternhaufen. Diese Beobachtungen bestätigen die Entwicklungsszenarien der Milchstraße, die annehmen, dass unsere Galaxie durch den Einfall von Materie von außen nach innen gewachsen ist. Die Halos von Spiralgalaxien sind bereits bei einer Rotverschiebung von z=1 voll entwickelt, wie Untersuchungen im Hubble Ultra Deep Field gezeigt haben. Weil es heute keine Sternentstehung in den Halos gibt, waren zu diesem Zeitpunkt die Halos wesentlich heller und die jüngeren Sterne emittierten stärker im blauen Spektralbereich als heute. Diese Beobachtungen unterstützen die Hypothesen, wonach sich die Halos überwiegend aus den akkretierten Resten von Zwerggalaxien gebildet haben. Im Fall der Milchstraße beträgt die Masse der Sterne im Halo ungefähr 108 Sonnenmassen.

## Sternströme
Im Halo der Milchstraße konnten mehrere Sternströme nachgewiesen werden. Es handelt sich dabei um eine Ansammlung von Sternen gleicher chemischer Zusammensetzung und gleichen Alters, die auf einer langgestreckten elliptischen Bahn das Zentrum der Galaxie umlaufen. Ihr Ursprung liegt in Kugelsternhaufen und Zwerggalaxien, die von der Milchstraße eingefangen wurden und sich durch deren Gezeitenkräfte auflösen. Der bekannteste Sternstrom ist der Magellansche Strom, der sowohl vor als auch nach den Magellanschen Wolken die Milchstraße umläuft.